# Atletica leggera ai Giochi della XXX Olimpiade - 3000 metri siepi femminili

Video ufficiale della Finale

Ai Giochi della XXX Olimpiade, la competizione dei 3000 metri siepi femminili si è svolta il 4 e il 6 agosto presso lo Stadio Olimpico di Londra.

## Presenze ed assenze delle campionesse in carica
Per i campionati europei si considera l'edizione del 2010.
| Competizione         | Atleta               | Prestazione | Londra 2012 |
| -------------------- | -------------------- | ----------- | ----------- |
| Olimpiadi 2008       | Gul'nara Samitova    | 8'58"81     | Presente    |
| Commonwealth 2010    | Milcah Cheywa        | 9'40”96     | Presente    |
| Europei 2010         | Julija Zaripova      | 9'17”57     | Presente    |
| Asiatici 2010        | Sudha Singh          | 9'55”67     | Presente    |
| Africani 2011        | Hyvin Kiyeng         | 10'00”50    | Non qual.   |
| Mondiali 2011        | Habiba Ghribi        | 9'11"97     | Presente    |
|                      |                      |             |             |
| Mondiali junior 2008 | Christine K. Muyanga | 9'31”35     | Non qual.   |

## La gara
Durante la stagione quattro atlete hanno corso la distanza in meno di 9'10”: Milcah Chemos, che ha vinto il meeting di Oslo in 9'07”14, Sofia Assefa e Hiwot Ayalew, rispettivamente seconda e terza ad Oslo, e la russa Julija Zaripova, che ai campionati nazionali ha vinto in 9'09”99. Tutte si ritrovano ai Giochi. C'è anche la primatista mondiale Gulnara Samitova.
Le batterie non riservano sorprese. In finale la Zaripova adotta la stessa tattica che si è rivelata vincente ai Mondiali dell'anno prima: mettersi davanti e condurre la gara fin dal primo metro. Corre il primo km in 3'06”24 e il secondo in 3'05”36. Poi attacca: percorre gli ultimi mille metri in 2'55”12 e vince per distacco. Il suo tempo finale, 9'07”72, è il migliore degli ultimi quattro anni.
Milcah Chemos cerca di replicare all'andatura sostenuta della russa, ma spreca le energie. Nella volata finale si fa superare da due concorrenti ed arriva quarta.
La seconda classificata, Habiba Ghribi (record nazionale tunisino), è la prima donna tunisina a vincere una medaglia ai Giochi olimpici. Nella volata per il terzo posto Sofia Assefa prevale sulla Chemos per soli 4 centesimi.

## Risultati

### 1ª batteria
| Pos | Atleta                    | Paese         | Tempo    | Note                                     |
| --- | ------------------------- | ------------- | -------- | ---------------------------------------- |
| 1   | Gesa Felicitas Krause     | Germania      | 9'24"91  | Q                                        |
| 2   | Etenesh Diro              | Etiopia       | 9'25"31  | Q                                        |
| 3   | Milcah Chemos Cheywa      | Kenya         | 9'27"09  | Q                                        |
| 4   | Poļina Jeļizarova         | Lettonia      | 9'27"21  | Q                                        |
| 5   | Gul'nara Samitova-Galkina | Russia        | 9'28"76  | q                                        |
| 6   | Barbara Parker            | Gran Bretagna | 9'32"07  |                                          |
| 7   | Li Zhenzhu                | Cina          | 9'34"29  | Miglior prestazione personale stagionale |
| 8   | Diana Martín              | Spagna        | 9'35"77  | Miglior prestazione personale            |
| 9   | Genevieve LaCaze          | Australia     | 9'37"90  | Miglior prestazione personale            |
| 10  | Korene Hinds              | Giamaica      | 9'37"95  | Miglior prestazione personale stagionale |
| 11  | Salima El Ouali Alami     | Marocco       | 9'44"62  |                                          |
| 12  | Shalaya Kipp              | Stati Uniti   | 9'48"33  |                                          |
| 13  | Sudha Singh               | India         | 9'48"86  |                                          |
| 14  | Sviatlana Kudzelich       | Bielorussia   | 9'54"77  |                                          |
| 15  | Binnaz Uslu               | Turchia       | 10'31"00 |                                          |

### 2ª batteria
| Pos | Atleta              | Paese       | Tempo    | Note |
| --- | ------------------- | ----------- | -------- | ---- |
| 1   | Sofia Assefa        | Etiopia     | 9'25"42  | Q    |
| 2   | Habiba Ghribi       | Tunisia     | 9'27"42  | Q    |
| 3   | Emma Coburn         | Stati Uniti | 9'27"51  | Q    |
| 4   | Marta Domínguez     | Spagna      | 9'29"71  | Q    |
| 5   | Clarisse Cruz       | Portogallo  | 9'30"06  | q    |
| 6   | Elena Orlova        | Russia      | 9'33"14  |      |
| 7   | Valentyna Zhudina   | Ucraina     | 9'37"90  |      |
| 8   | Lydia Chebet Rotich | Kenya       | 9'42"03  |      |
| 9   | Stephanie Reilly    | Irlanda     | 9'44"77  |      |
| 10  | Gülcan Mıngır       | Turchia     | 9'47"35  |      |
| 11  | Katarzyna Kowalska  | Polonia     | 9'48"60  |      |
| 12  | Beverly Ramos       | Porto Rico  | 9'55"26  |      |
| 13  | Cristina Casandra   | Romania     | 9'58"83  |      |
| 14  | Yin Annuo           | Cina        | 10'09"10 |      |
| 15  | Ángela Figueroa     | Colombia    | 10'25"60 |      |

### 3ª batteria
| Pos | Atleta                | Paese         | Tempo    | Note |
| --- | --------------------- | ------------- | -------- | ---- |
| 1   | Hiwot Ayalew          | Etiopia       | 9'24"01  | Q    |
| 2   | Julija Zaripova       | Russia        | 9'25"68  | Q    |
| 3   | Mercy Wanjiku Njoroge | Kenya         | 9'25"99  | Q    |
| 4   | Antje Möldner-Schmidt | Germania      | 9'26"57  | Q    |
| 5   | Bridget Franek        | Stati Uniti   | 9'29"86  | q    |
| 6   | Ancuța Bobocel        | Romania       | 9'31"06  |      |
| 7   | Dorcus Inzikuru       | Uganda        | 9'35"29  |      |
| 8   | Sandra Eriksson       | Finlandia     | 9'50"71  |      |
| 9   | Eilish McColgan       | Gran Bretagna | 9'54"36  |      |
| 10  | Kaltoum Bouaasayriya  | Marocco       | 9'58"77  |      |
| 11  | Silvia Danekova       | Bulgaria      | 9'59"52  |      |
| 12  | Svitlana Shmidt       | Ucraina       | 10'01"09 |      |
| 13  | Özlem Kaya            | Turchia       | 10'03"52 |      |
| 14  | Matylda Szlęzak       | Polonia       | 10'08"84 |      |

### Finale
| Primatista mondiale   | 8'58"81       | Gul'nara Samitova | Presente |
| Primatista stagionale | 9'07"14 (7/6) | Milcah Chemos     | Presente |

1. ↑  Record stabilito nel 2008.
2. ↑  Alla data del 20 luglio 2012.

Lunedì 6 agosto, ore 21:30, Stadio Olimpico di Londra.
| Pos     | Atleta                    | Età | Paese       | Tempo   | Note                                     |
| ------- | ------------------------- | --- | ----------- | ------- | ---------------------------------------- |
| Oro     | Habiba Ghribi             | 28  | Tunisia     | 9'08"37 |                                          |
| Argento | Sofia Assefa              | 25  | Etiopia     | 9'09"84 |                                          |
| Bronzo  | Milcah Chemos Cheywa      | 26  | Kenya       | 9'09"88 |                                          |
| 5       | Hiwot Ayalew              | 22  | Etiopia     | 9'12"98 |                                          |
| 6       | Etenesh Diro              | 21  | Etiopia     | 9'19"89 | Miglior prestazione personale            |
| 7       | Antje Möldner-Schmidt     | 28  | Germania    | 9'21"78 | Miglior prestazione personale stagionale |
| 8       | Gesa Felicitas Krause     | 20  | Germania    | 9'23"52 | Miglior prestazione personale            |
| 9       | Emma Coburn               | 22  | Stati Uniti | 9'23"54 | Miglior prestazione personale            |
| 10      | Mercy Wanjiku Njoroge     | 26  | Kenya       | 9'26"73 |                                          |
| 11      | Clarisse Cruz             | 34  | Portogallo  | 9'32"44 |                                          |
| 12      | Poļina Jeļizarova         | 23  | Lettonia    | 9'38"56 |                                          |
| 13      | Bridget Franek            | 25  | Stati Uniti | 9'45"51 |                                          |
| Rit.    | Gul'nara Samitova-Galkina | 34  | Russia      |         |                                          |
| dq      | Julija Zaripova           |     | Russia      | 9'06"72 |                                          |
| dq      | Marta Domínguez           |     | Spagna      | 9'36"45 |                                          |